# Nordland-Verlag
Der Nordland-Verlag war in der Zeit des Nationalsozialismus der Verlag der SS mit Sitz in Magdeburg und Berlin (einmalig auch als Verlagsort: Dittersbach bei Pirna).

## Geschichte

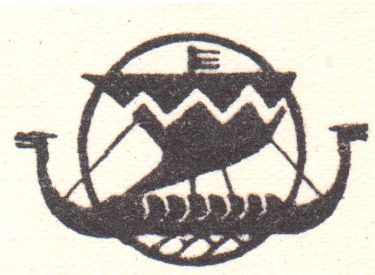
Es gab mehrere Versionen des Nordland-Verlagssignets, alle zeigen ein Langboot.

Den Verlag gründete im Herbst 1933 Frithjof Fischer in Düsseldorf, um vor allem völkische Propagandaschriften zu veröffentlichen. Es ging um die vermeintliche rassische Höherwertigkeit „nordischer Völker“ und die kulturelle Überlegenheit der Germanen. Im Juni 1934 verlegte Fischer den Unternehmenssitz nach Magdeburg.
Nach Hitlers Machtergreifung wurde die SS zu einem eigenständigen Wirtschaftsunternehmen aufgezogen. Fischers Nordland-Verlag war im Dezember 1934 das erste Unternehmen, das die SS erwarb. Der Nordland-Verlag sollte das nationalsozialistische Ideengut der SS in Büchern und Schriften verbreiten.
Frithjof Fischer durfte zunächst Geschäftsführer bleiben, die SS setzte zusätzlich vorübergehend den SS-Obersturmbannführer Bruno Galke als zweiten Geschäftsführer ein, vom 11. Februar 1935 bis 12. Juli 1938 durch den SS-Mann Arthur Ahrens ersetzt. Nachdem Fischer im Herbst 1936 bei den Nationalsozialisten in Ungnade gefallen und von der Gestapo inhaftiert worden war, übernahm Galke seine Position. Fischer blieb jedoch Autor; seine Schriften wurden bis zum Kriegsende veröffentlicht.
Bereits seit dem Winter 1935/36 gab es eine enge Kooperation mit der Forschungsgemeinschaft Deutsches Ahnenerbe, die 1938 in einer Zusammenlegung mit dem Ahnenerbe Stiftung Verlag mündete. Am 12. Juli 1938 erfolgte die Verlegung des Gesellschaftssitzes des Verlags von Magdeburg nach Berlin. Ab 1938 war SS-Mann Alfred Mischke Geschäftsführer und Chefredakteur. In der ersten Jahreshälfte 1939 trennte sich der Ahnenerbe Stiftung Verlag vom Nordland-Verlag. Die Geschäftsanteile gingen 1940 an die Deutschen Wirtschaftsbetriebe (DWB) über.
Als „Wirtschaftliche Unternehmung“ des SS-Wirtschafts- und Verwaltungshauptamtes (WVHA) unterstand der Verlag ab 1939 direkt Oswald Pohl und hatte die Rechtsform einer GmbH.
Der Nordland-Verlag war in der Zeit des Zweiten Weltkriegs der drittgrößte deutsche Buchverlag. In den Jahren seines Bestehens verlegte der Nordland-Verlag etwa 200 Bücher und Schriften, vor allem antisemitische, antifreimaurerische und antichristliche politisch-propagandistische Literatur.
Insgesamt wurden Werke von etwa 160 verschiedenen Autoren im Nordland-Verlag veröffentlicht. Darunter:
- Peter Aldag, d. i. Fritz Peter Krüger
- M. G. Conrad
- Felix Dhünen, d. i. Franz Sondinger
- Kurt Eggers
- Henrik Herse
- Hanns Johst
- Heinz Kindermann
- Walter Löhde aus dem Umkreis der Ludendorffer und der Zs. Der Quell, Neuauflagen nach seinem Tod 1965 im "Verlag für Ganzheitliche Forschung" in Viöl, der bis heute zu den Ludendorffern gehört.
- Oskar Panizza
- Kurt Pastenaci
- Wulf Sörensen, d. i. Frithjof Fischer
- Franz Graf Zedtwitz, d. i. Dr. Franz Xaver Graf Zedtwitz (Feldmünster, Roman aus einem Jesuiteninternat)

## Verlagsaktivitäten

### Der Brunnen
Zwischen 1933 und 1936 erschien unter Fischer halbmonatlich die Zeitschrift Der Brunnen. Für deutsche Wesensart – die erste Ausgabe erschien am 15. August 1933, also kurz vor der Gründung des Verlags. Die Zeitschrift war ein Organ offen tendenziöser Berichterstattung und Propaganda und zählte zu den Zeitschriften der Deutschen Glaubensbewegung. So wurde die Zeitschrift 1934 in Sachsen „wegen stark verhetzender Artikel, die insbesondere gegen die katholische Kirche gerichtet waren“, für einen Monat und vom Oberpräsident der Rheinprovinz „wegen böswilliger Verächtlichmachung der christlichen Kirchen“ für drei Monate verboten.

### Nordland
Als zweite Zeitschrift erschien von 1933 bis 1941 die Zeitschrift Nordland, bis 1938 mit dem Untertitel Kampfblatt der Völkischen Aktion, ab 1939 als Kampfblatt für gottgläubiges Deutschtum. Diese Zeitschrift zählte ebenfalls zu den Zeitschriften der Deutschen Glaubensbewegung. Der Historiker Michael H. Kater beschrieb die Zeitschrift als ein ausgesprochen weltanschauliches Kampfblatt, das in seinen geschmacklosen Einlagen, seiner zügellosen Polemik und seiner abstoßenden ideologischen Grobschlächtigkeit an den Stürmer Julius Streichers erinnern würde, nur dass sie vorwiegend antiklerikal sei. Eine antichristliche Abhandlung des damaligen Pressereferenten der Hitler-Jugend August Hoppe führte im August 1934 zum Verbot der Zeitschrift für einen Monat. Auf Geheiß von Heinrich Himmler wurden im Dezember 1935 Mitglieder der Forschungsgemeinschaft Deutsches Ahnenerbe zur Mitarbeit an der Zeitschrift verpflichtet. Im Oktober 1936 wurde die Zeitschrift ganz vom Ahnenerbe übernommen, Frithjof Fischer abgesetzt und durch Joseph Otto Plassmann ersetzt.

### Nordland-Bücherei
Ab 1939 kam die Nordland-Bücherei hinzu, eine Reihe, die bis 1944 erschien. In den Jahren 1942 und 1943 brachte die Nordland-Bücherei weit über zwei Millionen Stück antichristliche und deutschgläubige Schriften heraus. Die Verbreitung einiger antichristlicher Bücher des Verlags wurde von der Wehrmacht verboten.
In der Nordland-Bücherei erschien die Reihe Aus dem ‚Zeitgeschehen‘ des Großdeutschen Rundfunks. Die Ausgabe vom August 1941 beispielsweise erschien mit dem Abdruck kriegshetzerischer Rundfunkbeiträge eines „Peter Aldag“ („Unsere Gegner und ihr Krieg“). Das Verlags-Signet variierte über die Jahre, zeigte jedoch immer ein Wikingerschiff.

## Einzelbelege
1. ↑  Hermann Kaienburg, Die Wirtschaft der SS, Metropol 2003, S. 186
2. ↑  Jan Erik Schulte: Zwangsarbeit und Vernichtung: das Wirtschaftsimperium der SS: Oswald Pohl und das SS-Wirtschafts-Verwaltungshauptamt 1933-1945, F. Schöningh, Paderborn 2001, S. 93. ISBN 978-3-506-78245-8
3. ↑  Kaienburg: Die Wirtschaft der SS, S. 187
4. ↑  Walter Naasner, SS-Wirtschaft und SS-Verwaltung, Schriften Bundesarchiv Koblenz, Droste Verlag 1998, S. 178
5. ↑  Kaienburg: Die Wirtschaft der SS, S. 188
6. ↑  Naasner: SS-Wirtschaft und SS-Verwaltung, S. 178
7. ↑  Schulte, Zwangsarbeit und Vernichtung, S. 148
8. ↑  Enno Georg, Die wirtschaftlichen Unternehmungen der SS, Deutsche Verlags-Anstalt  1963, S. 15
9. 1 2  August Brecher, Kirchenpresse unter NS-Diktatur, Einhard Verlag 1988, S. 41
10. ↑  Lagebericht des Oberpräsidenten der Provinz Sachsen für September 1934 vom 9. Oktober 1934 In: Hermann-Josef Rupieper, Alexander Sperk, Die Lageberichte der Geheimen Staatspolizei zur Provinz Sachsen 1933 bis 1936: Regierungsbezirk Erfurt, Mitteldeutscher Verlag 2006, S. 110
11. ↑  Meldung in der Zeitschrift Junge Kirche, Band 2 1934, S. 76
12. ↑  Dieter Albrecht, Der Notenwechsel und die Demarchen des Nuntius Orsenigo 1933-1945, Matthias-Grünewald-Verlag 1980, S. 49
13. ↑  Michael H. Kater, Das Ahnenerbe der SS 1935- 1945: Ein Beitrag zur Kulturpolitik des Dritten Reiches, Oldenbourg 2006, S. 106f
14. ↑  Heinz Brunotte, Bekenntnis und Kirchenverfassung, Vandenhoeck & Ruprecht 1946, S. 87f